# Philomedes albatross
Philomedes albatross är en kräftdjursart som beskrevs av Louis S. Kornicker 1982. Philomedes albatross ingår i släktet Philomedes och familjen Philomedidae. Inga underarter finns listade i Catalogue of Life.